# Vitesse d'une onde
 (novembre 2021).
Si vous disposez d'ouvrages ou d'articles de référence ou si vous connaissez des sites web de qualité traitant du thème abordé ici, merci de compléter l'article en donnant les références utiles à sa vérifiabilité et en les liant à la section « Notes et références ».
Pour les articles homonymes, voir vitesse et onde (homonymie).
Une onde est une perturbation qui se déplace dans un milieu. Il est possible de lui associer deux vitesses d'onde, soit la vitesse de phase et la vitesse de groupe qui, parfois, ne sont pas égales :
- Dans un milieu homogène, la propagation dans une direction donnée d'une onde monochromatique (ou sinusoïdale) se traduit par une translation de la sinusoïde à une vitesse appelée « vitesse de phase » ou « célérité ». Dans un milieu non dispersif, cette vitesse ne dépend pas de la fréquence. En superposant des ondes monochromatiques de diverses fréquences (ou pulsations), on obtient des ondes plus complexes (voir Analyse spectrale). Lorsque la vitesse de phase est indépendante de la fréquence, l'onde résultante subit aussi une translation globale de son profil, ceci sans déformation.
- Dans un milieu dispersif ou lorsque les directions de propagation sont diverses (en dimension supérieure à 1), les composantes respectives se dispersent. Dans ce cas, il est souvent possible d’identifier des paquets d'ondes (ou groupes d'ondes) se déplaçant à une vitesse de groupe différente des vitesses de phase des composantes.

## Vitesse de phase

Vitesse de phase d’une onde monochromatique. Le point rouge, localisé sur l’onde à une phase donnée (la crête, dans cet exemple), avance à la vitesse de phase.

La vitesse de phase d'une onde est la vitesse à laquelle la phase de l'onde se propage dans l'espace. En sélectionnant un point particulier de l'onde (par exemple la crête), ce point immatériel se déplace dans l'espace à la vitesse de phase. Elle s'exprime en fonction de la pulsation de l'onde ω et du nombre d'onde k :
{\displaystyle v_{\phi }={\frac {\omega }{\mathrm {Re} (k)}}}
La notation {\displaystyle \mathrm {Re} (k)} représente la partie réelle du complexe k. La partie imaginaire de k n'ayant qu'un effet d'atténuation de l'amplitude, il ne faut tenir compte que de la partie réelle du module d'onde. Supposons maintenant k réel. Partant d’une onde monochromatique définie dans l’espace et le temps par
{\displaystyle \psi (x,t)=\psi _{0}\cos(\omega t-kx+\phi _{0})\,}, considérons une surface d'onde qui est constituée de l'ensemble des points ayant la même valeur de {\displaystyle \psi \,}, et par conséquent la même valeur de la phase {\displaystyle \phi \,} : c'est le plan de phase. Si le plan de phase {\displaystyle \phi \,} est localisé en {\displaystyle x\,} au temps {\displaystyle t\,} et en {\displaystyle x+dx\,} au temps {\displaystyle t+dt\,}, alors :
{\displaystyle \phi =\omega t-kx+\phi _{0}\,.}
{\displaystyle \phi =\omega (t+dt)-k(x+dx)+\phi _{0}\,.}
Ainsi, par différence : {\displaystyle 0=\omega dt-kdx\,,} i.e.
{\displaystyle v_{\phi }={\frac {dx}{dt}}={\frac {\omega }{k}}.}

### Cas des ondes électromagnétiques
Dans le vide, la vitesse de phase d’une onde électromagnétique est égale à une constante {\displaystyle c} qui est la vitesse de la lumière. Dans un milieu transparent, elle diminue d’un facteur qui, par définition, est égal à l’indice de réfraction n du milieu :
{\displaystyle n={\frac {c}{v_{\phi }}}\,}
De plus, ce milieu étant généralement dispersif, l’indice dépend de la longueur d'onde, ce qui conduit à introduire la notion de vitesse de groupe qui sera notée {\displaystyle v_{g}\,}, ceci lorsque l’onde observée est une superposition ou une combinaison linéaire d’ondes monochromatiques de fréquences voisines. En effet, à un instant donné, la superposition des composantes est constructive en certains points, mais destructive en d’autres.

## Vitesse de groupe

Vitesses de phase et de groupe d’une superposition de deux ondes monochromatiques. Le point rouge avance à la vitesse de phase, et les points verts à la vitesse de groupe. Dans cet exemple, la vitesse de phase vaut le double de la vitesse de groupe.

Un exemple dans lequel la vitesse de groupe et la vitesse de phase sont de signes opposés : l'enveloppe du paquet (donc la vitesse de groupe) se dirige vers la droite, alors que la phase (donc la vitesse de phase) se dirige vers la gauche.

D'après ce qui précède, la vitesse de phase d'une onde monochromatique est égale au rapport entre sa pulsation et son nombre d'onde (norme du vecteur d'onde).
Considérons le cas le plus simple d’une onde constituée de la superposition de deux ondes de pulsations voisines et d'amplitude unité (les phases, qui interviennent peu, sont ignorées) :
{\displaystyle \psi (x,t)=\cos(\omega _{1}t-k_{1}x)+\cos(\omega _{2}t-k_{2}x).\,}
A l’aide d’une relation classique en trigonométrie selon laquelle une somme de cosinus est égale à un produit de cosinus (Formules de Simpson), il vient :
{\displaystyle \psi (x,t)=2\cos \left({\frac {\omega _{2}+\omega _{1}}{2}}t-{\frac {k_{2}+k_{1}}{2}}x\right)\,\cos \left({\frac {\omega _{2}-\omega _{1}}{2}}t-{\frac {k_{2}-k_{1}}{2}}x\right).}
Ainsi, l’onde considérée est constituée du produit de 2 termes :
- Le premier est une onde monochromatique dont la vitesse de phase est {\displaystyle v_{\phi }={\frac {\omega _{2}+\omega _{1}}{k_{2}+k_{1}}}} correspondant à une moyenne pondérée des vitesses de phase des deux composantes par leurs vecteurs d’onde respectifs.
- Le second est une autre onde monochromatique dont la vitesse de phase est {\displaystyle v_{\phi }={\frac {\omega _{2}-\omega _{1}}{k_{2}-k_{1}}}}. Il intervient alors comme modulateur d’amplitude du premier terme.

Il se produit ainsi un phénomène de battement par lequel une sinusoïde de caractéristiques proches de celles des deux composantes est modulée en amplitude par une sinusoïde de pulsation inférieure. Pour des valeurs voisines des deux pulsations et des deux vecteurs d’ondes des composantes, la vitesse de groupe est approximativement égale à
{\displaystyle v_{g}={\frac {\mathrm {d} \omega }{\mathrm {d} k}}.}
Dans le cas général de la superposition de nombreuses ondes monochromatiques, cette vitesse de groupe concerne une enveloppe plus complexe qu'une sinusoïde. Il est possible de généraliser l’approche précédente aux paquets d’ondes dans un espace à plusieurs dimensions.
La relation qui exprime la pulsation en fonction du vecteur d'onde est la relation de dispersion. Lorsque la pulsation est directement proportionnelle au module du vecteur d'onde et que ces derniers sont tous colinéaires, alors la vitesse de phase est indépendante de la pulsation et la vitesse de groupe est égale à cette vitesse de phase commune. Dans le cas contraire, l'enveloppe de l'onde se déforme au cours de la propagation.

### Cas des ondes électromagnétiques
Pour une onde électromagnétique, la vitesse de phase et la vitesse de groupe sont liées par l’approximation (valable pour les basses fréquences seulement) :
{\displaystyle v_{g}v_{\phi }={\frac {c^{2}}{n^{2}}}}
où {\displaystyle c} est la vitesse de la lumière dans le vide et {\displaystyle n} l’indice de réfraction du milieu.
La dispersion qui est à la base d’une vitesse de groupe différente de la vitesse de phase est un effet important qui est pris en compte pour la transmission d'informations par fibres optiques.
La vitesse de groupe est généralement présentée comme la vitesse à laquelle l'énergie ou l'information est transportée par une onde. Cette description est généralement valide, bien qu'il soit tout de même possible de réaliser des expériences dans lesquelles la vitesse d'impulsions laser envoyées dans des matériaux spécifiques soit supérieure à la vitesse de transmission du signal.

## Vitesse de l’information
Dans certaines circonstances, la vitesse de phase d'une onde électromagnétique peut être supérieure à la vitesse de la lumière dans le vide : c’est le cas lorsque, pour certaines fréquences, l'indice de réfraction du milieu est inférieur à 1 (on observe ce phénomène pour des rayons X). Une telle situation n'implique cependant pas de transfert d'énergie ou d'information à une vitesse supérieure à celle de la lumière.
En effet, la vitesse de l'information est limitée par la plus faible des deux vitesses, soit {\displaystyle v_{\text{info}}=\min(v_{\phi },v_{g})}, ce qui, par la relation indiquée plus haut, implique :
{\displaystyle v_{\text{info}}\leq {\frac {c}{n}}.}
Pour s’en convaincre, supposons {\displaystyle v_{g}<v_{\phi }}. Dans ce cas, une information qui serait portée par certaines composantes de l’onde (à la vitesse {\displaystyle v_{\phi }}) va disparaître dans le processus de modulation car ce dernier écrase périodiquement l’amplitude de ces composantes. Ainsi, une information ne peut être véhiculée que par le groupe d’onde. On peut tenir un raisonnement similaire lorsque {\displaystyle v_{g}>v_{\phi }}.

## Historique
La distinction entre vitesse de groupe et vitesse de phase est introduite pour la première fois en 1880 par Georges Gouy.